# Total Club Manager 2005
TCM 2005 (pełna nazwa: Total Club Manager 2005) – gra komputerowa z gatunku symulatora piłki nożnej wyprodukowana przez EA Sports i wydana przez Electronic Arts 22 października 2004.

## Rozgrywka
Podobnie jak w innych częściach serii, gracze wcielają się trenera zespołu piłkarskiego i prowadzą jego drużynę do zwycięstwa, Mają wpływ na prawie każdy aspekt działania zespołu. Odpowiada się za skład drużyny, taktykę, system treningowy, transfery, i wiele innych elementów. Ponadto względem poprzedniej edycji dokonali szeregu udoskonaleń, przykładowo wprowadzono nowy system umiejętności zawodników.

## Odbiór gry
Gra spotkała się z przeciętnymi ocenami. Średnia ocen w serwisie GameRankings wynosi 71.17%, w przypadku wersji na PC, 65.80% na PS2, a wersja na Xboxa otrzymała 70.17%. Ronan Jennings z serwisu Eurogamer wystawił grze ocenę 8/10.